# Elezioni generali nell'Impero ottomano del 1908
     Turchi: 147 seggi
     Arabi: 60 seggi
     Albanesi: 27 seggi
     Greci: 26 seggi
     Armeni: 14 seggi
     Slavi: 10 seggi
     Ebrei: 4 seggi

Composizione etnica del Parlamento:
Turchi: 147 seggi
Arabi: 60 seggi
Albanesi: 27 seggi
Greci: 26 seggi
Armeni: 14 seggi
Slavi: 10 seggi
Ebrei: 4 seggi

Le elezioni generali nell'Impero ottomano del 1908 si tennero nei mesi di novembre e dicembre per il rinnovo di tutti i 288 seggi della Camera dei Deputati; indette dopo la Rivoluzione dei Giovani Turchi, in seguito alla quale si aprì la Seconda era costituzionale, si trattò delle prime elezioni cui presero parte forze politiche organizzate.

## Contesto storico
La Rivoluzione dei Giovani Turchi di luglio portò al ripristino della costituzione del 1876, inaugurando la Seconda era costituzionale e la riconvocazione del parlamento del 1878, riportando molti dei membri sopravvissuti di quel parlamento. L'unica legge introdotta dal parlamento fu la delibera di scioglimento del Parlamento stesso e la convocazione di nuove elezioni.
Il Comitato dell'Unione e del Progresso (CUP), la forza trainante della rivoluzione, era in una posizione vantaggiosa per le elezioni. Poiché era ancora un'organizzazione segreta, il CUP si organizzò in un partito solo dopo le elezioni del Congresso del 1909 a Selanik (Salonicco).
In vista delle elezioni, la Comitato per l'iniziativa privata e il decentramento del principe Sabahattin affermato come il Partito Liberale (Ahrar). Il Partito aveva una prospettiva liberale, portava una forte impronta britannica ed era più vicino al Palazzo. Ebbe appena il tempo di organizzarsi per le elezioni.

## Sistema elettorale

Durante la Seconda era costituzionale solo gli uomini potevano votare.

Le elezioni si svolsero in due fasi. Nella prima fase, gli elettori eleggevano gli elettori secondari (uno per i primi 750 elettori in una circoscrizione, poi uno ogni 500 elettori aggiuntivi). Nella seconda fase gli elettori secondari eleggevano i membri della Camera dei Deputati. Il CUP riuscì ad abolire le quote per le popolazioni non musulmane, modificando le elezioni per prevedere invece un deputato ogni 50.000 maschi.

## Risultati
Il Comitato di Unione e Progresso, principale forza motrice della rivoluzione, poté contare sull'appoggio di circa 60 deputati, prendendo il sopravvento sul Partito Liberale. Molti indipendenti furono eletti al parlamento, per lo più dalle province arabe. Il nuovo parlamento era composto da 147 turchi, 60 arabi, 27 albanesi, 26 greci, 14 armeni, 10 slavi e quattro ebrei.

## Conseguenze
Dopo la vittoria elettorale, il CUP si trasformò da organizzazione clandestina a forza più partigiana, cosa che sarebbe stata confermata nel suo Congresso l'anno successivo. Prima che ciò accadesse, però, Abdul Hamid II avrebbe tentato di riconquistare la sua autocrazia in quello che sarebbe stato conosciuto come l'incidente del 31 marzo.